# Мезосидерит
Мезосидеритите (MES) (старо име сидеролити ) са клас типични Каменно-железни метеорити, които съдържат приблизително равни части от никел-желязна сплав и силикати. Името им идва от гръцките думи μέση – „среда“ или „половин“ и σίδερο – желязо, което подчертава съотношението метал – силикати. До 4 септември 2021 г. са открити и наименувани 286 метеорита от групата, но са наблюдавани паданията само на 7 от тях.

## Произход
За обяснение на произхода на мезосидеритите, както и на паласитите, а и на други метеорити, съществуват различни теории, за които не е достигнат пълен консенсус. Много иновативни модели се опитват да обяснят смесването от кора и метали от сърцевината. Някои от тях включват удари на разтопени планетезимали върху повърхността на голям диференциран астероид или разпадането на също такъв, но с все още разтопено ядро и последвало слепване на материала му.
Според една от тях мезосидеритите са образувани от сблъсъка на два диференцирани астероида, при което все още течната метална сърцевина на единия се смесва с втвърдената силикатна кора на другия. Предполага се, че процесът протича когато астероид с диаметър 200 – 400 км с разтопено ядро се разрушава от по-малък, с диаметър 50 – 150 км. Мезосидеритите вероятно са свързани с базалтовата ахондритна група на каменните метеорити, но, за разлика от тях, те съдържат необичайно голямо количество разпръснат метал. Източникът на метала не е известен със сигурност, но вероятно произлиза от ядрото на астероида, нанесъл удара, и брекчирал мезосидеритното родителско тяло.
Времето, когато е протекъл процесът на смесване на метала и силикатите, усложнява уточняването на потенциалните родителски тела. Прецизното уран-оловно датиране на мезосидеритния циркон води до извода, че първоначалното образуване на кора в родителското тяло е станало преди 4558,5 ± 2,1 милиона години, а смесването на метала със силикатите – преди 4525,39 ± 0,85 милиона. Двете отделни възрасти съвпадат с времето на образуване на кората и мащабното прегряване на родителското тяло на HED метеоритите – астероида 4 Веста. Това хронологично съвпадение предполага, че е възможно именно Веста да е родителското тяло и на мезосидеритните силикати. Изотопният анализ на кислорода на силикатите в мезосидеритите също потвърждава връзката с тази ахондритна група. Образуването на мезосидерити от Веста може да се обясни с ударен сблъсък преди 4525,4 милиона години и дебелата кора на астероида, наблюдавана от мисията Дон на НАСА. Това обяснява и намаления оливин в мезосидерити, HED метеоритите и вестоидите. От друга страна, ако мезосидеритите наистина идват от Веста, е малко вероятно те да са се образували от събитие на разпадане и последвало сглобяване, поради факта че астероидът все още е непокътнат.
Друг правдоподобен кандидат за родителско тяло на мезосидеритите е астероидът Психея, посочен като такъв за първи път от Дейвис през 1999 г. Съставът на мезосидеритите е подобен на този на повърхността на Психея, имат сходни видими и близки до инфрачервените спектрални свойства, а лабораторните изследвания и наблюдения от 2017 г. подсилват тази констатация.
Според д-р Джон Т. Уосън и д-р Алън Е. Рубин мезосидеритите се образуват по време на периода на формиране на планетите и произхождат от сблъсъци с ниска скорост на големи части от метални ядра с повърхността на диференцирано тяло с размера на астероид. Тези сблъсъци разбиват мантиите и корите до малки силикатни фрагменти, но оставят ядрата под формата на големи, издръжливи метални късове.
Въпреки че съществува голямо разнообразие от теории за произхода на мезосидеритите, най-новите автори предполагат, че стопените метал и силикати първо се смесват чрез удар в реголита на астероид, подобен на Веста, при което се образуват мезосидеритни брекчи, които бързо се охлаждат. Бързото им охлаждане (със скорост ~ 105 °C на милион години) при температура над 850 °C може да се дължи на локално термично равновесие между фрагментите, изхвърлени при удара.
Според друга теория, след многобройни събития на топене и удари, които разбиват родителското тяло, следва ново слепване на компонентите и мезосидеритите са погребани дълбоко под кората, където започва тяхното бавно охлаждане при по-ниски температури. Много бавното охлаждане (скорост под 0,5 °C на милион години) при температури под 400 °C вероятно отразява големия размер на тялото и отличната топлоизолация, осигурена от повторно слепилите се отломки. Това са най-ниските скорости на охлаждане за познатите ни природни геоложки материали. Ако това е правилната теория, силикатите в мезосидеритите са получени от реголита на основния астероид, а металът – от астероида, който го е блъснал при относително ниска скорост от около 1 км/сек. Въпреки това Haack твърди, че средните скорости на удара по време на смесването на метал и силикати вероятно са близки до 5 км/сек и предполага, че процесът е следствие на фрагментация при повторно ударно събитие.

## Състав и текстура
Мезосидеритите са сложна смес от никел-желязна матрица (20 – 80 % от теглото), троилит и силно брекчирани силикати, съставени най-често от пироксен и плагиоклаз. Мезосидеритите имат доста сходен състав с членовете на HED групата, както и същото кислородно изотопно фракциониране. Възможно е да са свързани генетично с трите вида ахондрити от тази група. Подобно на хауардитите, те са ударни брекчи и съдържат фрагменти от еукрити и диогенити – другите два члена на HED групата. В допълнение, обаче, в мезосидеритите има и голямо количество разпръснат никел-железен метал, подобен на този при железните метеорити от IIIAB групата. Предполага се, че металът произхожда от ядрото на друг астероид, който не е свързан генетично с предшественика на HED метеоритите.

### Силикатна фаза
Както при много други метеорити, силикатите са еволюирали вулканични скали от кората на ахондритно родителско тяло. Повечето са брекчирани и много от тях съдържат начупени и неправилни включвания от силикатни минерали, богати на магнезий. На фона на тъмните силикатни компоненти ярко се открояват сребристи метални люспи и вени.
Силикатната фракция на мезосидеритите се състои от минерални и скални класти във фино фрагментирана или магмена матрица. Скалните класти са представени до голяма степен от базалти, габро и пироксенити с малки количества дунит, оливин (~ 1 – 3%) и по-рядко анортозити. Най-големите от тях са фрагменти от едрозърнест ортопироксен, плагиоклаз, оливин, габро и базалт и са с дължина до 10 см. Кластите на базалта и габрото са подобни на тези при еукритите и хауардитите. Те са съставени от пижонит и калциев плагиоклаз, с незначителни количества силициев диоксид, витлокит, авгит, хромит и илменит.(10) Химичните, минералните и изотопни проучвания показват, че всички класти са получени от различни нива на магнитно наслоен астероид, подобен, но не идентичен с родителското тяло на HED метеоритите.
Плагиоклазът е силно калциев (анортит или битовнит), а пироксенът има съдържание на феросилит обикновено между 20 и 40 %. Нискокалциевите пироксенови класти включват ортопироксен с размер около сантиметър и пижонит, чиито зърна имат милиметрови размери. Освен основните камасит, тенит, плагиоклаз и пироксен, мезосидеритите съдържат незначителни количества троилит, шрайберзит, хромит, апатит, мерилит и оливин. Оливинът се среща като редки големи монокристали, които съдържат само около 10% фаялит, далеч по-ниско от съдържанието на феросилит в съседните пироксенови зърна. Освен метала и оливина, които могат да бъдат свързани помежду си, останалата част от материала на мезосидеритите много прилича на базалтовите ахондрити.
Мезосидеритите са бедни на оливин, тъй като при образуването им, част от материала на мантията е изключен за сметка на богатите на метали области на удареното тяло. Предполага се, че около някои дребни, студени фрагменти от кората кристализират частици от разтопен метал, което възпрепятства миграцията на метала към сърцевината.

### Метална фаза
Металната фаза съдържа 6 до 10% никел и съставлява обикновено около 30 до 50% от масата на метеорита. Текстурата на матрицата варира от катакластична със силно ъгловати минерални фрагменти (текстурен клас 1) до магмена (текстурен клас 4). При матрицата се наблюдава непрекъсната последователност, в която съседните елементи не се различават забележимо един от друг. Разликата в размерите на частиците (милиметрови и субмилиметрови) между скалните и минералните класти, от една страна, и финозърнестите никел-железни матрични зърна е незабележима, което прави разграничението между матрица и класти доста произволно. Насипните съставки на никел-желязото са много по-равномерно разпределени, отколкото в железните метеоритни групи, и са подобни като обемен състав на IIIAB групата. При смесването със скален и минерален материал никел-желязото се стопява, с изключение на евентуално някои възли.
Никел-желязото се намира най често под формата на милиметрови или субмилиметрови зърна, смесени със силикатни късчета с подобни размери. Метално-троилитната текстура показва, че с изключение на редките, чисто метални възли, останалият метал кристализира след смесването му със силикатите. Металът в мезосидеритите е забележително хомогенен и съдържа приблизително хондритни пропорции на сидерофилите (със слаб афинитет към кислород и сяра), за разлика от железните метеорити, които показват голямо разнообразие от варианти, дължащи се на фракционната кристализация.

## Класификация
Въз основа на текстурните и минерални различия, мезосидеритите са класифицирани в четири различни групи, разделени от своя страна, на подгрупи. Групите, свързани с петрологичните характеристики, приети въз основа на съдържанието на ортопироксена, са означени с латински главни букви. Наличието на ортопироксен се увеличава от А до С група. Тези, отнасящи се до метаморфизма на силикатните текстури, са означени с цифри от 1 до 4. Така са определени групите 1А, 1В, 2А, 2В, 2С, 3A, 3B, 4А, и 4В.
Според Петрологичния тип:
- А група – базалтна по състав, като при нея ортопироксенът е най-малко
- В група – по-ултрамафична с повече пироксен
- С група – ортопироксенит с максимално съдържание на пироксен

Според текстурата:
- 1 – групата с най-нисък метаморфизъм, която се характеризира с фино фрагментирана матрица
- 2 – По-слабо прекристализирала матрица
- 3 – По-силно прекристализирала матрица
- 4 – Разтопени матрични брекчи

Съществуват няколко проблема, свързани с текстурната класификация. Често е трудно да се направи разлика между материала на матрицата и финозърнестите брекчи или кластите, които са се стопили при удар. Текстурите в някои мезосидерити са променливи, а няколко от група 1 съдържат в матриците си материал с магмена текстура. Така че научен консенсус за такава класификационна схема не е напълно установен и различните специалисти я тълкуват по различен начин.

## Известни мезосидерити
Голяма част от мезосидеритите са намерени в Антарктика и в пустинята Атакама. Няколко от най-известните мезосидерити са:
- Вака Муерта (Vaca Muerta) е мезосидерит, един от седемте, класифицирани към тип 1А. Пада в Чили през 1861 г. Със своите 3,83 тона той е най-тежкият мезосидерит, откриван до 2014 г.[11] Фрагментите от него са разпръснати на площ от 25 км2 и в края на 19 век са намерени няколко парчета с маса до 25 кг. По-късно, в продължение на години, се откриват още доста от фрагментите му, някои от които все още са в продажба. Вака Муерта е типичен мезосидерит със съдържание от ~ 47 % никел-желязо, ~ 40 % силикати и ~ 12 – 13 % троилит. В частично уравновесената му матрица са разпръснати отделни класти от оливин, пироксен и плагиоклаз.[12]

- Пинаруу (Pinnaroo) е мезосидерит, паднал на 15 км от едноименния австралийски град и открит през 1927 г. Принадлежи към тип 4А и има по-груба текстура от тази на останалите метеорити от групата, в която металните зърна са се събрали в по-големи възли. Той е най-големият от четирите метеорита от типа 4А и тежи 39,4 кг. В университета в Аделаида, за необходимите изследвания е разделен на 3 части. Анализите показват обемно съдържание от 51 % силикати, 44 % метал и 4,5 % троилит. Металът, предимно камасит, показва модел на видманщетенова структура. Силикатите се състоят от 50 % ортопироксен, ~ 40 % анортитен плагиоклаз, ~ 10 % троилит и някои големи кристали оливин.[13]

- Естървил (Estherville) е един от четирите мезосидерита, класифицирани към типа 4А.[4] Според Бюлетина на Метеоритното общество Естървил и от междинен тип 3/4А.[14] Пада следобеда на 10 май 1879 г. и е наблюдаван от много очевидци. Явлението се случва близо до град Естървил в щата Айова, САЩ. Започва със силна експлозия в небето, последвана от гръмотевици и появата на огнена топка, движеща се от югозапад на североизток. В последния етап от полета си се разрушава и продължава да пада на няколко части. Приземяват се три големи къса с тегло 194 кг, 68 кг и 48 кг, както и множество по-малки парчета. Общото тегло на събраните фрагменти е 320 кг. Най-голямото парче се забива на 5 м дълбочина в земята.[15] Също като Пинаруу Естервил има по-груба текстура с металните зърна, събрани в по-големи възли.[4]

- Лович (Lowicz) е мезосидерит и е един от петте екземпляра, класифицирани като тип 3А. Пада във вид на метеоритен дъжд през нощта между 11 и 12 март 1935 г. близо до едноименния полски град. Частите му са разпръснати на площ около 9 км2. Първият намерен екземпляр е с диаметър над 20 см и тежи над 10 кг. Събрани са около 60 фрагмента с общо тегло от 59 кг.[16][17]